# Хасануиды
Хасануиды, или Хасанвейхиды (перс. آل حسنویه‎ (Āl-e Ḥasanūya), сорани دەوڵەتی حەسنەویان) — шиитская династия курдского происхождения, представители которой правили в западной части современного Иранского Курдистана с центром в Динаваре в 959—1015 годах. Территория, подвластная Хасанвейхидам находилась в горах Загроса между Шахризором и Хузестаном.

## Хасанвейх ибн Хусейн
Хасанвейх (другой вариант имени — Хасануя), основатель династии и первый правитель, был сыном некоего Хусейна и принадлежал к курдскому клану Барзикани.
К 959 году Хасанвеайху удалось захватить несколько крепостей в горах Загроса. Ему удалось успешно противостоять Сахлану ибн Мусафиру, бувейхидскому губернатору Хамадана, и его визирю Абу’ль-Фадлу ибн аль-Амиду. В 968 году он достиг компромисса с преемником Абу’л-Фадла, который гарантировал его автономию в обмен на ежегодную дань в размере 50 тысяч динаров Власть Хасанвейха распространялась на территорию с городами Динавар, Нахраван и крепость Сармадже, которую он построил. В дальнейшем Хасанвейх поддерживал Бувейхидов в их противостоянии с Саманидами.
В 976 году умер Хасан ибн Бувейх, бувейхидский правитель Джибаля (946—976). Его племянник Бахтияр ибн Ахмад, бывший верховным правителем династии в Ираке (949—976), начал войну с его сыном Фанна-Хосровом ибн Хасаном, правившим в Фарсе и Кермане (949—982), который пытался свергнуть его.
Бахтияр заключил союз с Али ибн Хасаном, братом Фанна-Хосрова и преемником отца в Хамадане. Он также заключил союз с Хасанвейхом и с Хамданидами, преобладавшими в северном Ираке. Однако Бувейх ибн Хасан, третий сын Хасана ибн Бувейха, остался верным Фанна-Хосрову, который сумел победить Бахтияра и его союзников. Владения Хасана ибн Бувейха были разделены между его сыновьями: Али стал править в Райе (976—997), а Бувейх — в Исфахане и Хамадане (976—983). После этого Хасанвейх заключил мир с Фанна-Хосровом, и тот пощадил его.
Хасанвейх умер в 979 году в Сармадже, расположенном к югу от Биситуна. Между его сыновьями началась гражданская война. В результате Фанна-Хосров приказал казнить всех сыновей Хасанвейха, кроме одного по имени Бадр, которого он назначил правителем в Динаваре.

## Бадр ибн Хасанвейх

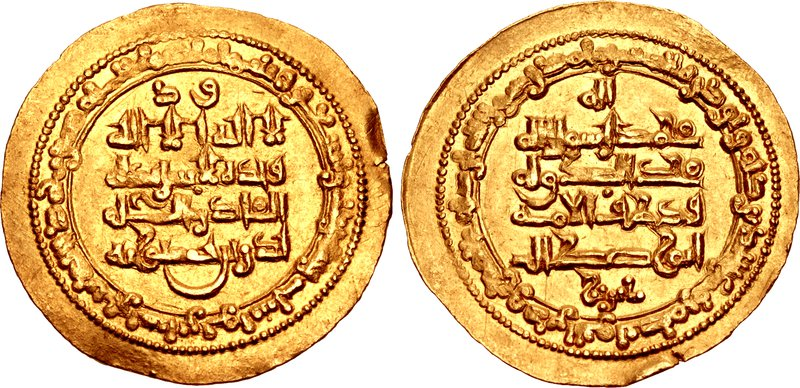
Монета Бадра ибн Хасанвейха.

Фанна-Хосров утвердил Бадра ибн Хасанвейха на престоле в качестве своего заместителя на соседних курдских территориях После его смерти в 982 году Бадр выразил ему свою благодарность, отправив двадцать человек в ежегодное паломничество в Мекку во имя его, а также своих родителей. Как и Фанна-Хосрова, средневековые историки изображают Бадра идеальным правителем, особенно в том, что касается защиты оседлых земледельцев от его собственных сторонников-кочевников.
В отличие от своего отца, Бадр посещал многие судебные заседания. Он добился заметных успехов, включая установление порядка, создание сильной финансовой администрации, строительство дорог и рынков в горах, обеспечение безопасности паломников, пересекающих его территорию, и чеканку монет. Как и его отец, он продолжал присягать на верность Буидам.
После смерти Али ибн Хасана, бувейхидского правителя Райя, Бадр отправился в этот город, чтобы помочь его сыну и преемнику Рустаму ибн Али (997–1029) в управлении, но его помощь была отвергнута. В результате Бадр постепенно отмежевался от дел Бувейхидов.
В 1006 году Бадр заключил направленный против Анназидов союз с Али ибн Мазьядом, эмиром Джамиайна; они послали 10-тысячное войско против Мухаммеда ибн Анназа (991–1010), который вынужден был искать убежища у бувейхидского визиря Хасана ибн Мансура в Багдаде. В договоре, заключённом в том же году между двумя курдскими династиями, Мухаммед признал себя вассалом Бадра.
Бадр вместе с сыном Хилалем был убит в 1014 году своими командирами во время осады одной из курдских крепостей из-за игнорирования их советов избегать боевых действий зимой. После этого племена луров и шазанджанов, подчинявшиеся Бадру перешли под контроль Фариса ибн Мухаммеда (1010–1046), сына Мухаммеда ибн Анназа.

## Захир ибн Хилаль
После смерти Бадра бувейхидский эмир Хамадана Фулан ибн Али освободил его внука Захира ибн Хилаля, захваченного им в плен в одной из битв. Захир выступил против Анназидов, которым пришлось отойти к Хулвану. В результате был заключён мир, а Захир взял в жёны дочь Фариса и стал править в Нахраване. Однако в следующем году Фарис напал на Захира, убил его и захватил большую часть владений Хасанвейхидов; оставшиеся территории отошли к Фулану ибн Али. Абу’ль-Фатх, старший сын Фариса, был назначен наместником Динавара.

## Бадр ибн Захир
Бадр ибн Захир был ещё младенцем, когда его отец был убит по приказу Фариса ибн Мухаммеда, который был его дедом (по матери, жене Захира). Он вырос при дворе деда.
С 1045 года государство Анназидов стало подвергаться нападениям турок-сельджуков, султан которых Тогрул-беком ибн Микаил послал своего сводного (по матери) брата Ибрагима Инала для войны с курдами. Фарис ибн Мухаммед скрылся в крепости Сирван на реке Дияле, где умер в апреле следующего года. Инал захватил Хулван, столицу Анназидов, и отдал город в управление Бадру ибн Захиру.
Дальнейшая судьба Бадра неизвестна. На нём династия Хасанвейхидов прекратилась.

## Список правителей
| Годы правления | Годы правления | Имя                                                             | Примечание                                        |
| начало         | конец          | Имя                                                             | Примечание                                        |
| -------------- | -------------- | --------------------------------------------------------------- | ------------------------------------------------- |
| 959            | 979            | Абу’ль-Фаварис Хасанвейх ибн аль-Хусейн аль-Курди аль-Барзикани | сын аль-Хусейна аль-Барзикани; правил в Динаваре  |
| 979            | 1014           | Насир-ад-Дин-ва’д-Даула Абу’н-Наджм Бадр ибн Хасанвейх          | сын Хасанвейха ибн аль-Хусейна; правил в Динаваре |
| 1014           | 1015           | Захир ибн Хилаль                                                | внук Бадра ибн Хасанвейха; правил в Нахраване     |
| с 1046         |                | Бадр ибн Захир                                                  | сын Захира ибн Хилаля; правил в Хулване           |

## Генеалогия
- аль-Хусейн.
  - Абу’ль-Фаварис Хасанвейх ибн аль-Хусейн аль-Курди аль-Барзикани († 979); эмир Динавара (991—1010).
    - Насир-ад-Дин-ва’д-Даула Абу’н-Наджм Бадр ибн Хасанвейх († 1014); эмир Динавара (1010—1046).
      - Хилаль ибн Бадр († 1014).
        - Захир ибн Хилаль († 1015); муж дочери Фариса ибн Мухаммеда аль-Аннази; эмир Нахравана (1014—1015).
          - Бадр ибн Захир († после 1046); эмир Хулвана (с 1046).

  - Абу’ль-Ула ибн аль-Хусейн († 1010).
  - Абд-ар-Раззак ибн аль-Хусейн († 1010).
  - Асим ибн аль-Хусейн († 1010).
  - Абу-Аднан ибн аль-Хусейн († 1010).
  - Бахтиар ибн аль-Хусейн († 1010).
  - Абд-аль-Малик ибн аль-Хусейн († 1010).